# Tolga Zengin
Tolga Zengin (Hopa, 10 oktober 1983) is een Turks voormalig voetballer die speelde als doelman.

## Carrière
Hij begon zijn carrière op 12-jarige leeftijd bij Trabzon İdmanocağı. In 1998 vertrok hij naar Trabzonspor, waar hij inmiddels meer dan 100 competitiewedstrijden speelde. Op 2 oktober 2005 speelde hij zijn eerste wedstrijd tegen Galatasaray, dat eindigde met een 4-1-overwinning voor Galatasaray. Sinds 2006-2007 is hij eerste keuze bij Trabzonspor. Daarnaast heeft Rüştü Reçber aangegeven, dat Tolga zijn ideaale opvolger is. In 2013 maakte hij een transfer naar Beşiktaş, waar hij in 2019 zijn carrière beëindigde.

## Nationaal elftal
Hij speelde zijn eerste interland op 12 april 2006, tegen Azerbeidzjan. In totaal heeft hij negen interlands gespeeld. Hij maakte deel uit de Turks voetbalelftal tijdens het EK voetbal 2008.
1 Reçber ·
2 Servet ·
3 Balta ·
4 Zan ·
5 Emre Belözoğlu  ·
6 Mehmet Topal ·
7 Mehmet Aurélio ·
8 Nihat ·
9 Şentürk ·
10 Karadeniz ·
11 Metin ·
12 Zengin ·
13 Emre Güngör ·
14 Turan ·
15 Emre Aşık ·
16 Boral ·
17 Tuncay Şanlı ·
18 Kâzım-Richards ·
19 Akman ·
20 Sarıoğlu ·
21 Erdinç ·
22 Altıntop ·
23 Demirel ·
Coach: Terim